# Batujajar Barat
Batujajar Barat is een bestuurslaag in het regentschap Bandung Barat van de provincie West-Java, Indonesië. Batujajar Barat telt 14.831 inwoners (volkstelling 2010).